# Polinomio di Hurwitz
In matematica per polinomio di Hurwitz si intende un polinomio i cui zeri sono posti nella parte sinistra del piano complesso, cioè sono numeri complessi aventi parte reale negativa. 
Questi polinomi sono così chiamati in onore di Adolf Hurwitz.

## Esempi
Un semplice esempio di un polinomio di  Hurwitz è il seguente:
{\displaystyle x^{2}+2x+1}
Infatti a tale polinomio si può dare la forma
{\displaystyle (x+1)^{2}.}
Più in generale sono polinomi di Hurwitz tutti i polinomi aventi la forma
{\displaystyle \prod _{i=1}^{r}(x+a_{i})~~~{\mbox{con}}~~r\in \mathbb {N} ~~{\mbox{e}}~~a_{1},a_{2},...,a_{r}>0}

## Proprietà
Per essere un polinomio di Hurwitz, è necessario ma non sufficiente che tutti i relativi coefficienti siano positivi. Perché tutte le radici del polinomio si trovino nella parte sinistra del piano complesso, è necessario e sufficiente che il polinomio soddisfi il criterio di stabilità di Routh-Hurwitz.